# Oithanasie
Oithanasie war eine Rechtsrock-Band aus Gera.

## Bandgeschichte
Die Band wurde 1991 als rechtsextreme Band gegründet. Der Bandname ergibt sich aus den Begriffen Oi! und Euthanasie. Zu den Gründungsmitgliedern gehörte der Geraer Rechtsextremist Jens Sattler, der später bei der ebenfalls aus Gera stammenden Rechtsrockband Legion Ost Bass spielte. Die ersten Veröffentlichungen stammen aus dem Jahr 1993, spätere Platten erschienen bei Rock-O-Rama. Im Jahre 2000 löste sich die Band auf.
Textlich behandelte die Band szenetypische Themen wie übersteigerten Nationalismus, positiven Rekurs auf den Nationalsozialismus, Ausländerfeindlichkeit sowie Verachtung für die Bundesrepublik Deutschland.
Andere Projekte der Band waren die Bands Gassenhauer und Neckbreaker.
Bekanntheit erlangte die Band durch die sogenannte „Buchenwaldrandale“ 1994. Ein für den 23. Juli geplantes Konzert der Band im bayrischen Dankelsried wurde im Vorfeld verboten, woraufhin 22 Fans und Musiker in einem bereits gemieteten Bus ins nördliche Thüringen fuhren. Dort überfielen sie einen türkischen Blumenhändler, randalierten am Hohenwarte-Stausee und fuhren schließlich zur KZ-Gedenkstätte Buchenwald. Dort riefen sie nazistische Parolen wie „Sieg Heil“, schmissen Steine, traten Fenster ein und bedrohten die Angestellten. Die Polizei, welche die Gruppe bereits seit dem ersten Vorfall observierte, schritt erst spät und zögerlich ein. Insgesamt wurden 21 Tatverdächtige verhaftet, von denen eine Reihe noch 1994 verurteilt wurden. Aufgrund ihrer Untätigkeit wurden insgesamt zwei Beamte suspendiert und drei weitere mit Disziplinarmaßnahmen bedacht.

## Veröffentlichungen
- LP „Oithanasie“ 1993, indiziert am 16. April 1998
- LP „Volkstreu“ 1993, indiziert am 30. Juli 1994, erneut indiziert 2019[4]
- „Egal“-Demotape 1993
- „Korrupte Gesellschaft“-Demotape 1993
- Split-Single „Gesellschaft“ – „Vaterland“ mit „Oistar Proper“ aus Leipzig (1994), indiziert am 29. Oktober 1994, Indizierung erneuert am 4. September 2019[5]
- „Presse der Lügen“-Video Live in Kopenhagen 1994
- „Criminal animal“ 1995 Single unter dem Bandnamen Neckbreaker
- „Chaoten (Alles für Deutschland)“, Mini-CD 1996
- „Presse der Lüge“ unter den Bandnamen „Gassenhauer“ 1996
- „Räudig - Das macht mir gar nichts“ 1997
- „Neue Lieder, neue Lügen“ 1997
- „Seuchenherd“ 1999
- „Was erwartest du von mir?“ 2000
- „Lizard King“ 2003 unter dem Bandnamen Neckbreaker